# Lamborghini Countach
Lamborghini Countach este o mașină sport cu motor spate central și tracțiune spate fabricată de producătorul italian Lamborghini din 1974 până în 1990.
Conceptul LP 500 a fost prezentat la Salonul Auto de la Geneva pe 11 martie 1971.

## Countach LPI 800-4

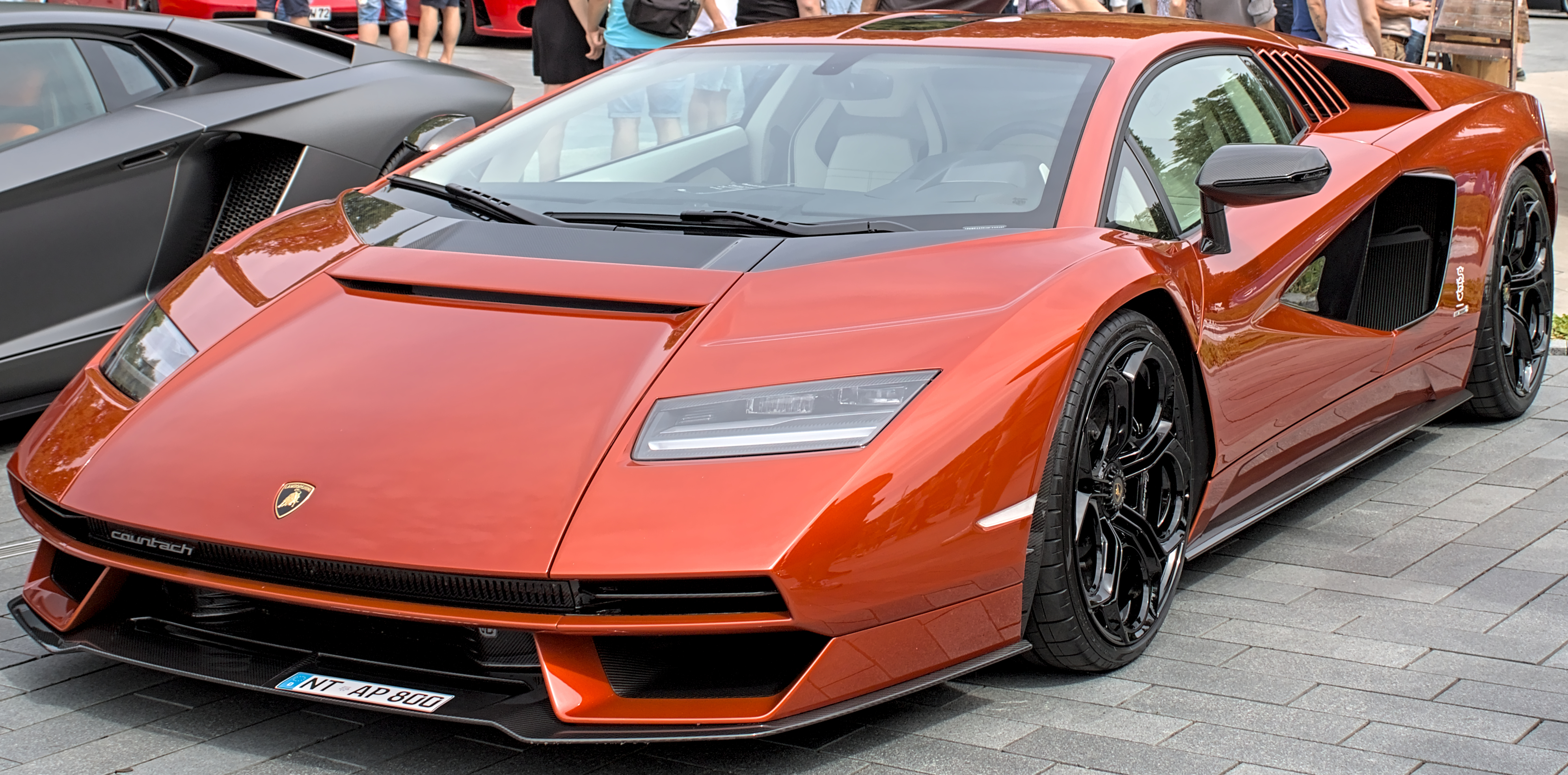
Countach LPI 800-4 în Stuttgart

Numele „Countach” a fost refolosit în 2021 pentru modelul hibrid-electric de producție limitată bazat pe Sián, numit Countach LPI 800-4. Dispune de un motor V12 de 6,5 litri cu suport mild-hybrid și a fost produs în doar 112 exemplare.

## Galerie foto

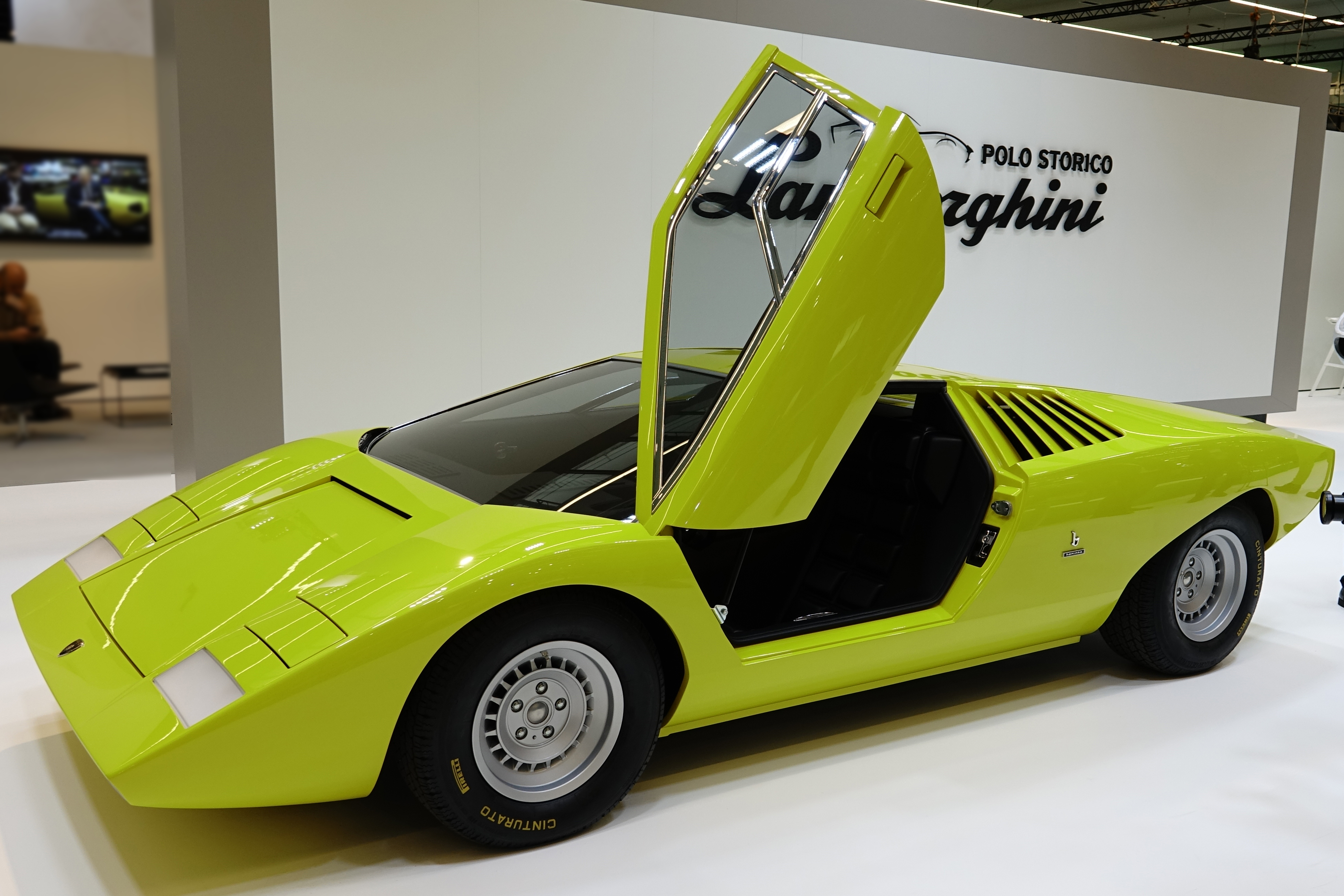
Replica prototipului LP500 la Rétromobile 2022⁠(fr)[traduceți]
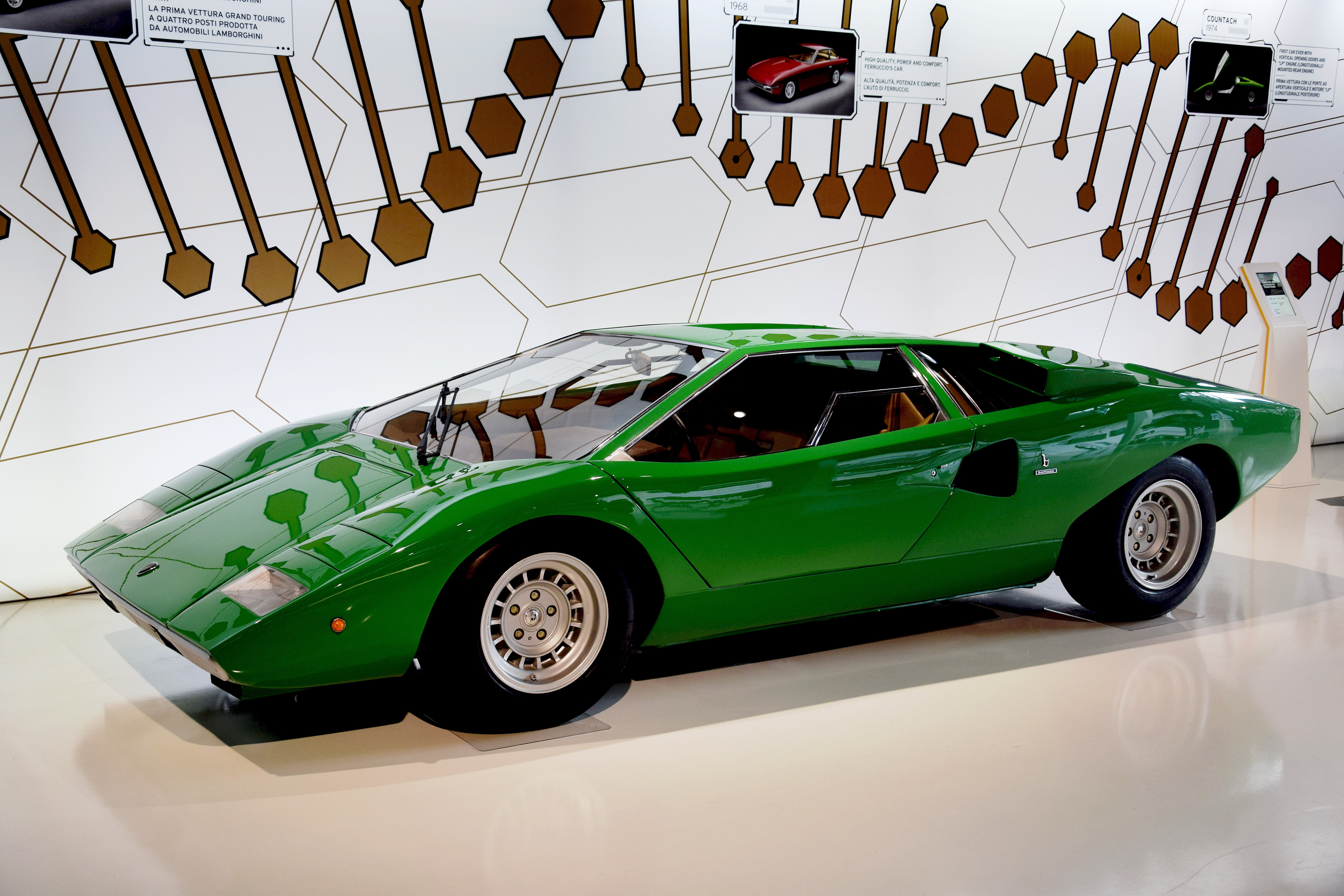
Al doilea prototip Countach (șasiu 1120001) la muzeul fabricii Lamborghini
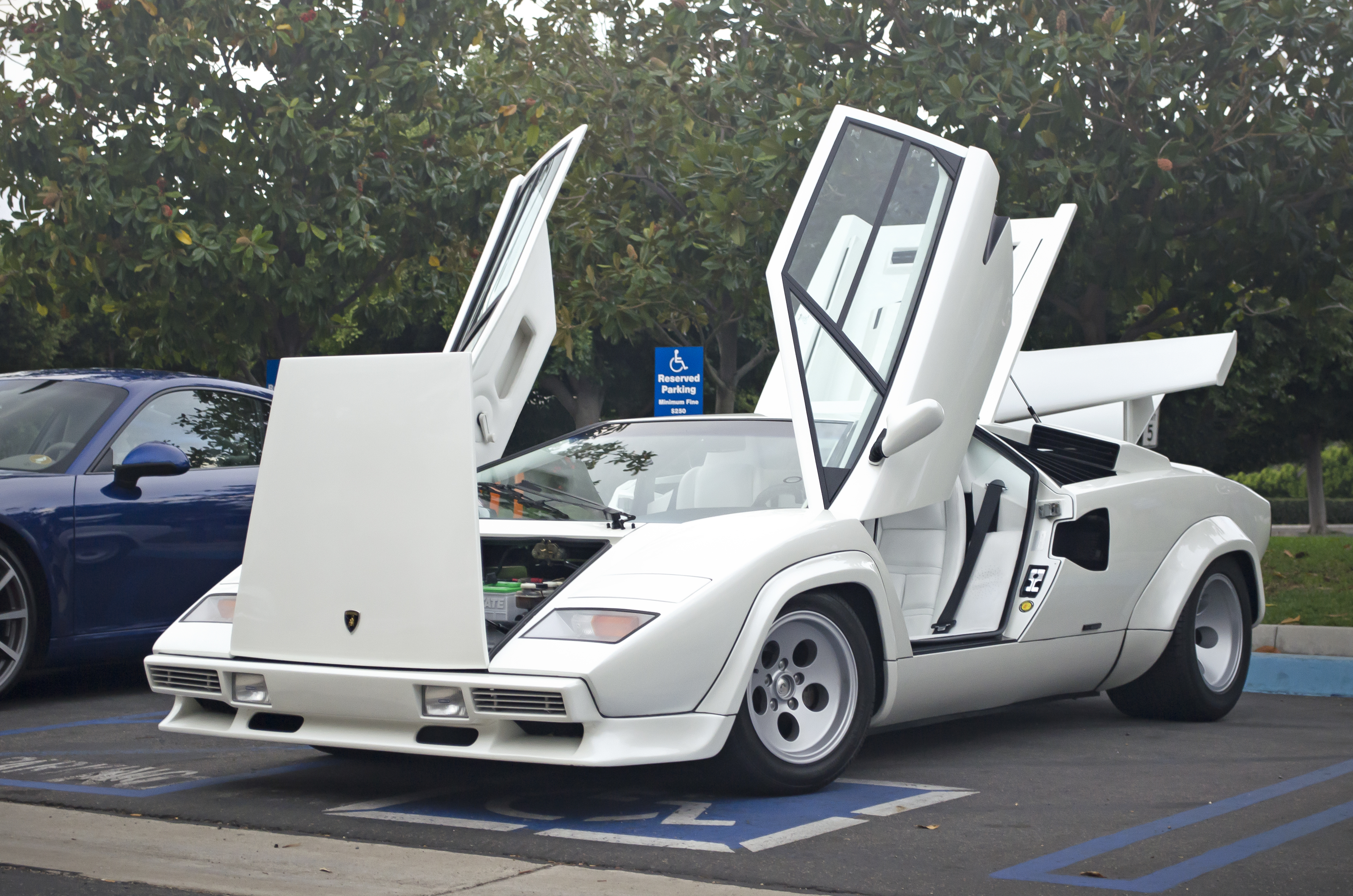
Countach LP5000 QV, cu toate compartimentele accesibile utilizatorului deschise
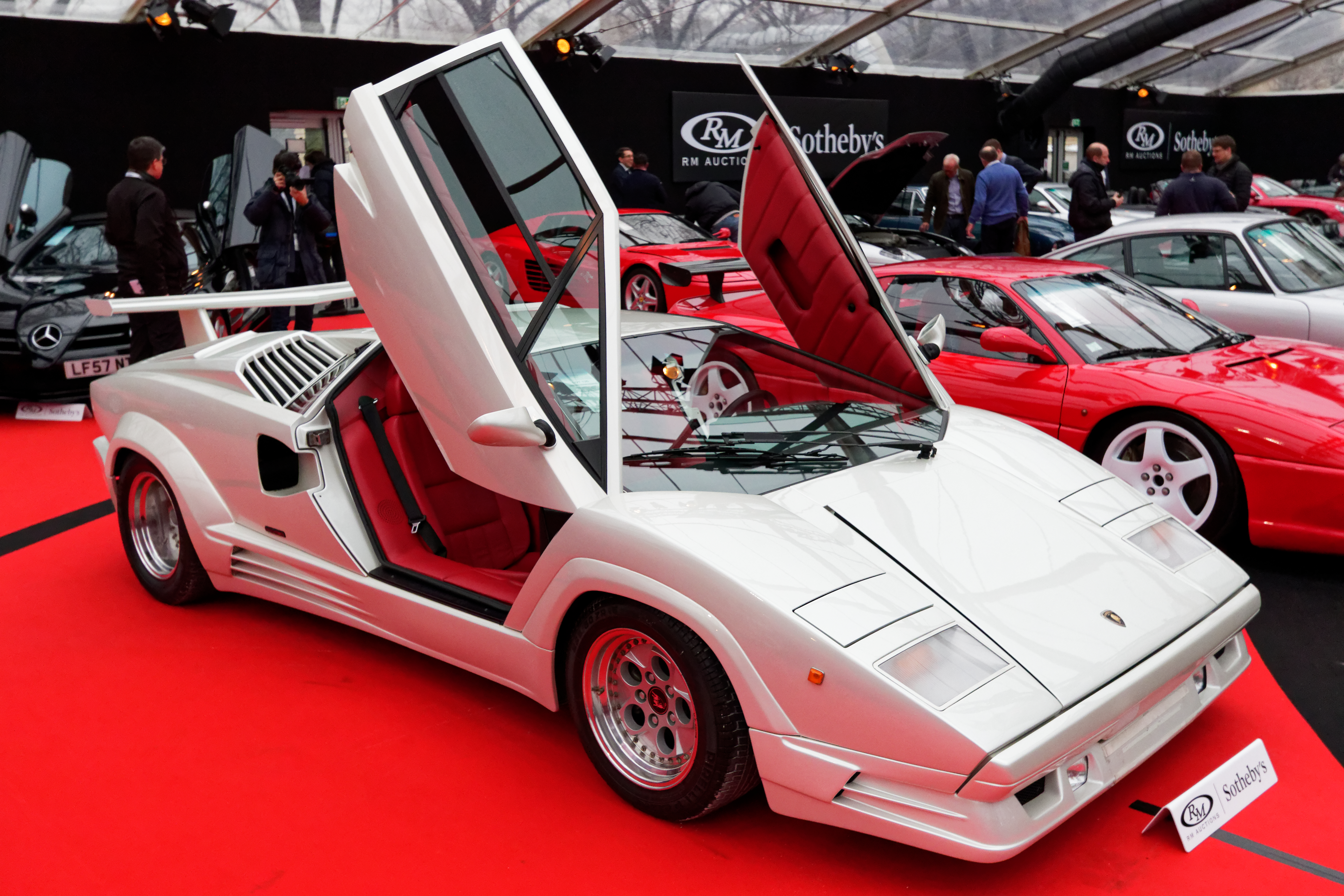
Countach 25th Anniversary Edition